# Punto muerto (bicicleta)
El punto muerto es la posición donde los pedales están en la posición superior y verticalmente.
Cuando las bielas están verticales, la fuerza que aplica el ciclista es casi paralela, cuando lo ideal sería que fuese perpendicular a las bielas (cuando están horizontales). Además de ser poco eficiente las rodillas sufren mucho más.
Algunas desventajas añadidas:
- En llano no es muy problemático. Lo es sobre todo en subidas donde se pedalea con poca cadencia y mucho esfuerzo.
- Las variaciones de «par» a lo largo del pedaleo hace que las suspensiones se bamboleen más y se pierda eficacia.
- Esta variación hacen más fácil producir pérdidas de tracción.
- Dificulta el paso por zonas trialeras (con muchos baches pronunciados y piedras). Al superar un obstáculo se suele colocar el pedal en la parte superior para tener el máximo recorrido antes de la siguiente pedalada y la mayor altura libre debajo del pedalier durante el recorrido. En esta posición se aprovecha mal la fuerza y el ciclista se atranca. Además si la rueda derrapa el pedal pasará a una posición más eficiente para aplicar la fuerza y derrape se agravara y no terminara hasta que se termine la pedalada, casi sin hacer un trabajo útil.

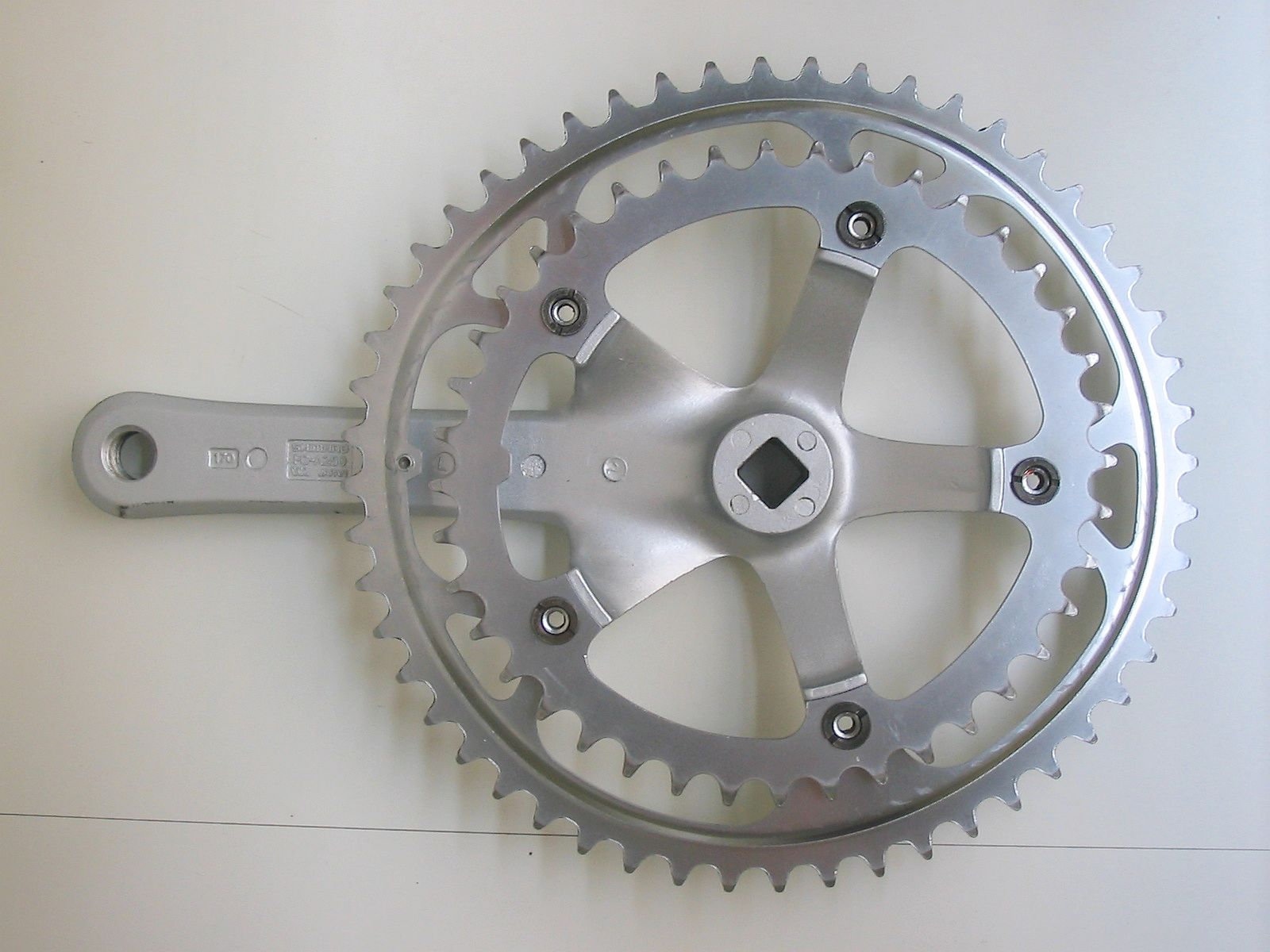
Pedalier Biopace

## Sistemas para eliminarlos o reducirlo
Se ha buscado diferentes modos de atenuar o eliminar este indeseable efecto.
- Platos ovales como los Q-Rings o el Biopace (ver → inglés).
- Sistema de bielas Rotor.
- Trasmisión hidráulica, se puede utilizar un émbolo en vez de una bomba rotatoria. Igual que un pedal de freno o un jeringuilla produce una fuerza homogénea a lo largo de su recorrido, este sistema produciría un par más constante.
- Un sistema de cremallera y piñón.[1]
- Un sistema de empuje-tiro batiente que elimine el ángulo muerto.[2]
- La bicicleta de piñón fijo (sin piñón libre), ayuda con su propia inercia a mover los pies del ciclista en los puntos altos y bajos del pedaleo.